# Katsumi Yusa
Katsumi Yusa (遊佐 克美?, Yusa Katsumi; Fukushima, 2 agosto 1988) è un ex calciatore giapponese, di ruolo centrocampista.

## Carriera
Ha giocato nella massima serie del campionato indiano.

## Statistiche

### Presenze e reti nei club
| Stagione           | Squadra            | Campionato         | Campionato | Campionato | Coppe nazionali | Coppe nazionali | Coppe nazionali | Coppe continentali | Coppe continentali | Coppe continentali | Altre coppe | Altre coppe | Altre coppe | Totale | Totale |
| Stagione           | Squadra            | Comp               | Pres       | Reti       | Comp            | Pres            | Reti            | Comp               | Pres               | Reti               | Comp        | Pres        | Reti        | Pres   | Reti   |
| ------------------ | ------------------ | ------------------ | ---------- | ---------- | --------------- | --------------- | --------------- | ------------------ | ------------------ | ------------------ | ----------- | ----------- | ----------- | ------ | ------ |
| 2016               | NorthEast United   | ISL                | 14         | 1          | SC              | 1               | 0               |                    | -                  | -                  | -           | -           | -           | 15     | 1      |
| gen.-giu. 2017     | Mohun Bagan        | IL                 | 18         | 4          | SC              | 3               | 0               | AFC Cup            | 2                  | 0                  | -           | -           | -           | 23     | 4      |
| Totale Mohun Bagan | Totale Mohun Bagan | Totale Mohun Bagan | 18         | 4          |                 | 3               | 0               |                    | 2                  | 0                  |             | -           | -           | 23     | 4      |
| 2017-2018          | East Bengal        | IL                 | 18         | 6          | SC              | 4               | 1               |                    | -                  | -                  | -           | -           | -           | 22     | 7      |
| 2018-2019          | NEROCA             | IL                 | 17         | 6          | SC              | 0               | 0               | -                  | -                  | -                  | DC          | 0           | 0           | 17     | 6      |
| 2019-2020          | Chennai City       | IL                 | 16         | 6          | SC              | 0               | 0               | AFC + AFC Cup      | 1+1                | 0+0                | -           | -           | -           | 18     | 6      |
| 2021               | Fukushima United   | J3                 | 0          | 0          | EC              | 0               | 0               | -                  | -                  | -                  | -           | -           | -           | 0      | 0      |
| Totale carriera    | Totale carriera    | Totale carriera    | 83         | 22         |                 | 8               | 1               |                    | 4                  | 0                  |             | -           | -           | 95     | 23     |

## Palmarès

### Club

#### Competizioni nazionali
- J2 League: 1

Sanfrecce Hiroshima: 2008
- I-League: 1

Mohun Bagan: 2014-2015
- Coppa della Federazione indiana: 1

Mohun Bagan: 2015-2016
- Calcutta Premier Division: 1

East Bengal: 2017-2018